# Портрети — Др Синиша Станковић
„Портрети — Др Синиша Станковић” је југословенски документарни ТВ филм из 1972. године. Режирао га је Милан Тополовачки а сценарио је написао Бранко Поповић.

## Улоге
| Глумац             | Улога                           |
| ------------------ | ------------------------------- |
| Синиша Станковић   | Лично (као Др Синиша Станковић) |
| Милчо Тоцков       | Лично (као Др Милчо Тоцков)     |
| Драган Стевановић  | Лично                           |
| Павле Радоман      | Лично (као Др Павле Радоман)    |
| Драгослав Синзар   | Лично (као Др Драгослав Синзар) |
| Петар Стамболић    | Лично                           |
| Тихомир Станојевић | Лично                           |
| Павле Стевановић   | Лично (као Др Павле Стевановић) |
| Радослав Анђус     | Лично (као Др Радослав Анђус)   |